# Parafia Narodzenia Najświętszej Maryi Panny w Tymbarku
Parafia pw. Narodzenia Najświętszej Maryi Panny w Tymbarku – parafia rzymskokatolicka znajdująca się w diecezji tarnowskiej w dekanacie Tymbark. Erygowana w XIV wieku. Mieści się pod numerem 57. Prowadzą ją księża diecezjalni. Swoim zasięgiem obejmuje wsie Tymbark, Zamieście, Piekiełko i część Podłopienia.
Odpust parafialny obchodzony jest w niedzielę po 8 września.
Proboszczem parafii jest ks. dr Jan Banach.

## Kościół
Funkcję kościoła parafialnego pełni kościół Narodzenia Najświętszej Maryi Panny z 1824 roku. Ponadto parafia zarządza również dwiema kaplicami na terenie Tymbarku (kaplica Matki Bożej Loretańskiej oraz kaplica Świętego Krzyża) oraz kaplicą św. Józefa Rzemieślnika w Piekiełku, która pełni funkcję kościoła filialnego.

## Historia
Pierwsza pisemna wzmianka o istnieniu parafii w Tymbarku pochodzi z 1349. Jest to dokument fundacyjny wydany przez króla Kazimierza Wielkiego, w którym funduje kościół i ustala uposażenie parafii. Wielu badaczy podważa jednak jego autentyczność. Pierwsza bezsporna informacja pochodzi od Jana Długosza, który w swoim dziele Liber beneficiorum dioecesis Cracovienis opisał parafię i znajdujący się w Tymbarku drewniany kościół pw. Narodzenia Najświętszej Maryi Panny.  Nie wiadomo, czy był to jedyny we wsi drewniany kościół, gdyż wszelkie dokumenty parafialne spłonęły wraz ze świątynią w wielkim pożarze na początku XIX wieku. W 1824 oddano do użytku nowy murowany kościół parafialny, który służy wiernym do dziś.